# Ролдугин, Вячеслав Иванович
Вячесла́в Ива́нович Ролду́гин (18 января 1951 — 17 декабря 2017) — советский и российский физико-химик, профессор, доктор физико-математических наук, Заслуженный деятель науки Российской Федерации.

## Биография
Вячеслав Иванович Ролдугин родился 18 января 1951 года в селе Засосенка Орловской области. В 1954 году семья переехала в Москву. В 1968 году после окончания математического класса 52-й школы (сейчас гимназия № 1514) поступил в Московский физико-технический институт на факультет молекулярной и химической физики, который окончил с отличием в 1974 году. С 1974 года работал в Институте физической химии РАН (с 2005 г. — Институт физической химии и электрохимии имени А. Н. Фрумкина РАН), пройдя путь от стажёра-исследователя до заведующего лабораторией физикохимии коллоидных систем. В 1979 году защитил кандидатскую диссертацию, а в 1990 году — докторскую.

## Научная деятельность
Области научных интересов Вячеслава Ивановича Ролдугина — физическая химия наноразмерных систем, кинетическая теория и неравновесная термодинамика. Им опубликованы более 370 работ, среди которых два учебных пособия и две монографии, в том числе учебник-монография «Физикохимия поверхности». В. И. Ролдугин является автором перевода на русский язык второго издания монографии «Современный катализ и химическая кинетика» И. Чоркендорфа и Х. Наймантсведрайта.
В 1970-х годах В. И. Ролдугиным была развита теория движения электронов в плотных газах и слабоионизованной плазме. Был предсказан квантовый механизм роста удельной подвижности электронов в газах с большой поляризуемостью, продемонстрировано необычное термодинамическое поведение электронов в таких плотных газах, получена формула для сдвига потенциала ионизации атомов в жидких средах, позволившая объяснить экспериментальные данные по развитию электрического разряда в жидкостях.
В 1970-80 годах В. И. Ролдугин обобщил методы неравновесной термодинамики на случай течения разреженных газов. Эти работы обеспечили приоритет в создании обобщённой неравновесной термодинамики, а В. И. Ролдугина считают основателем Российской научной школы по данному направлению. Им были получены новые феноменологические уравнения, описывающие движение коллоидных частиц в неоднородных средах, а также предсказан ряд новых эффектов — тепловая поляризация тел в потоке разреженного газа и механодиффузионный эффект.
В. И. Ролдугин внёс вклад в исследование наноразмерных систем. В 1980-е годы он предложил механизм стабилизации наноразмерных металлических плёнок за счет квантового эффекта, разработал новый подход к описанию электронной структуры поверхности металлов, основывающийся на вигнеровских квантовых функциях распределения, выявил природу нестационарности в процессах электрохимической нуклеации. В 1990-е годы им были выполнены пионерские работы по изучению агрегации наночастиц в отверждающихся полимерных системах, обнаружен новый эффект, названный эффектом электрода — резкое изменение проводимости нанокомпозита под действием внешнего электромагнитного поля, построена модель проводимости нанокомпозитов с учетом формирования фрактальных агрегатов.
В 2000-е годы под руководством В. И. Ролдугина были разработаны оригинальные «зелёные» методы синтеза наночастиц, обнаружен эффект фасетирования поверхности наночастиц, продемонстрировано аномальное поведение ансамбля коллоидных частиц серебра в процессе их созревания, показана возможность самоорганизации наночастиц в «квантовые нити», предложена схема использования наночастиц в качестве элементов оптических сенсоров белковых молекул.
В 2010-е годы В. И. Ролдугиным были предсказаны эффекты асимметрии транспортных характеристик многослойных мембран, один из слоев которых является нанопористым. Показана возможность взаимного «увлечения» компонентов при течении в наноразмерных порах. Разработаны основы модели протекания химических реакций в нанокомпозитных мембранных реакторах и многослойных мембранах. Предложена модель для определения температуры стеклования полимерных нанокомпозитов на основе дендримеров. В. И. Ролдугин раскрыл механизм не имевшего фундаментального объяснения и играющего принципиальную роль в мембранных процессах известного парадокса Шрёдера для полимеров. В. И. Ролдугин предложил простой вывод выражения для осмотического давления, основанный на молекулярно-кинетическом рассмотрении, и отметил ошибочность часто используемых представлений об осмотическом давлении как дополнительном вкладе в давление растворённых низкомолекулярных веществ, коллоидных частиц или полимерных молекул. Он дал оригинальную трактовку поверхностным силам различной природы и обосновал единый механизм их действия. В. И. Ролдугин предложил простое физическое объяснение хорошо известным капиллярным эффектам и показал, что общепринятые представления о характере проявления капиллярных сил зачастую являются противоречивыми. На базе молекулярно-кинетического подхода В. И. Ролдугин выявил области приложения капиллярных сил и механизм их действия.

## Научно-организационная и педагогическая деятельность
С 1989 года Вячеслав Иванович Ролдугин руководил лабораторией физикохимии коллоидных систем (до 2002 г. — лаборатория коллоидной химии полимеров) ИФХЭ РАН. Являлся членом экспертного совета ВАК РФ и Научного совета РАН по физической химии. Руководил межинститутским семинаром «Наночастицы и явления самоорганизации» и выступал в качестве соруководителя московского городского семинара «Физическая химия: Quo Vadis?». Входил в состав трёх диссертационных советов при ИФХЭ РАН, состав диссертационного совета при РХТУ им. Д. И. Менделеева.
В. И. Ролдугин преподавал базовый курс «Коллоидная химия» на Химическом факультете МГУ им. М. В. Ломоносова, спецкурс «Теория фракталов» в РХТУ им. Д. И. Менделеева, более десяти лет читал лекции по высшей математике в Московском государственном университете пищевых производств и Московском городском педагогическом университете. Под его руководством защищены 7 кандидатских и одна докторская диссертации.
Являлся членом редколлегии «Коллоидного журнала» и журнала «Теоретические основы химической технологии».
Входил в корпус экспертов РФФИ, программы Правительства РФ для государственной поддержки научных исследований, проводимых под руководством ведущих учёных, комиссии ОХНМ РАН по премии им. П. А. Ребиндера РАН, экспертов Санкт-Петербургского государственного университета.

## Награды
Заслуженный деятель науки Российской Федерации (2017 г.)
Соросовский профессор (2000 г.)
Лауреат конкурса «Грант Москвы» в области наук и технологий в сфере образования (2002, 2005 г.г.)
Почётная грамота Президиума РАН в связи с 275-летием Академии наук
Премии МАИК «Наука/Интерпериодика» за лучшие научные работы (1999, 2012 г.г.)
Лучшая публикация 2004 г. в журнале «Успехи химии» (обзор «Самоорганизация наночастиц на межфазных поверхностях») (2005 г.)
Благодарности от Министерства науки и образования РФ за работу в экспертных советах